# Relações entre Líbia e Sudão
As relações entre Líbia e Sudão  são as relações diplomáticas estabelecidas entre a Líbia e o Sudão.
Um conflito entre os dois países ocorreu intermitentemente desde que as relações começaram a se deteriorar em 1972.
Entre 1967 e 1971 as relações entre Líbia e Sudão foram baseadas em uma relação política externa positiva com ambas as nações favorecendo a solidariedade com outros países árabes.  No entanto, durante a década de 1970 o presidente do Sudão Gaafar Nimeiry passou a buscar uma política externa estratégica que alinhava o Sudão com as potências ocidentais. A política do Sudão focada no ocidente entrou em conflito com os interesses da Líbia. Este novo interesse nacional sudanês enfraqueceria relações entre o Sudão e a Líbia durante toda a década de 1970. 
Sob o coronel Muammar Gaddafi a Líbia continuou a seguir uma política externa direcionada ao longo de linhas ideológicas e pragmáticas. Isto resultou em vários casos de conflito entre as duas nações entre 1972 e 1976. Em 1976 o Sudão acusou a Líbia de estar envolvida em uma conspiração terrorista contra o seu governo. Isso conduziria a um rompimento das relações entre as nações. No final dos anos 1970 e na década de 1980 a política externa do Sudão e da Líbia confrontaram ao longo de vários conflitos regionais. Estes, incluíram o Conflito entre Chade e Líbia, a Guerra Líbia-Egito e o apoio da Líbia ao ditador de Uganda, Idi Amin. Nestes casos, o conflito da Líbia com o Sudão resultou dos objetivos regionais de Gaddafi do pan-arabismo e foi fortemente influenciado pelas relações com o Egito.  O conflito entre Chade e Líbia em particular, influenciou a política externa de vários países africanos com respeito a Líbia. Os apoiantes da Líbia foram colocados contra um lado anti-Líbia que incluiu o Sudão e o Egito.  Alguns países subsarianos, como o Zaire, apoiaram as forças anti-Líbia no Chade por receio de uma expansão da Líbia.  Em 1986, a Líbia colaborou com o governo Mahdi sob Omar al-Bashir a assumir o poder no Sudão, retomando as relações entre as duas nações.  Após este ponto ambas as nações empregaram marcadamente diferentes estratégias de política externa. O Sudão adotou um percurso não-alinhado, tentando obter ajuda ocidental, enquanto construía melhores relações com os países árabes. Isto incluiu laços de cooperação com a Líbia.  A Líbia passou a buscar ligações regionais mais fortes, com Gaddafi tentando aumentar sua influência no continente africano. Isso alteraria a natureza das relações entre as duas nações. 